# Ceroxys laticornis
Ceroxys laticornis är en tvåvingeart som först beskrevs av Friedrich Hermann Loew 1873.  Ceroxys laticornis ingår i släktet Ceroxys och familjen fläckflugor. Inga underarter finns listade i Catalogue of Life.